# Typhlodromus salviae
Typhlodromus salviae är en spindeldjursart som först beskrevs av Kolodochka 1979.  Typhlodromus salviae ingår i släktet Typhlodromus och familjen Phytoseiidae. Inga underarter finns listade i Catalogue of Life.